# Barbaceniopsis boliviensis
Barbaceniopsis boliviensis är en enhjärtbladig växtart som först beskrevs av John Gilbert Baker, och fick sitt nu gällande namn av Lyman Bradford Smith. Barbaceniopsis boliviensis ingår i släktet Barbaceniopsis och familjen Velloziaceae. Inga underarter finns listade.